# Slow Down (canción de Larry Williams)
«Slow Down» es un blues de doce compases compuesto e interpretado por Larry Williams, quien lo grabó en 1958 en el sello californiano Specialty Records. Dicha compañía decidió editar el tema como lado B de un disco sencillo de 7" de 45 RPM junto a «Dizzy, Miss Lizzy» en el lado A. Ambos temas fueron rhythm and blues relativamente exitosos e influyeron en el creciente movimiento del rock and roll de la época.  Siendo versionados por The Beatles en 1965 y 1964, respectivamente. 

## La versión de The Beatles
«Slow Down» había sido parte del repertorio en directo de The Beatles entre 1960 y 1962, habiéndose dejado de interpretar en vivo para cuando el grupo la reavivó durante las sesiones del álbum A Hard Day's Night. 
En los Estados Unidos, la canción fue publicada como sencillo en agosto de 1964, teniendo al otro lado del disco el tema «Matchbox». «Slow Down» se incluyó finalmente en el álbum estadounidense Something New. 
Una versión de «Slow Down», grabada el 16 de julio de 1963 en el Paris Theatre de la BBC de Londres, se incluyó en el álbum Live at the BBC. Grabada para el programa Pop Go The Beatles, fue el único tema de Larry Williams que el grupo grabó para la BBC. 

### Grabación
La canción fue grabada velozmente en seis tomas en la tarde del 1 de junio de 1964. La pista rítmica de la toma tres era la mejor, y en ésta se sobregrabó a dos pistas la parte vocal de Lennon. Tres días más tarde, George Martin añadió una parte de piano.

### Personal
- John Lennon - voz, guitarra rítmica (Rickenbacker 325c64).
- Paul McCartney - bajo (Höfner 500/1 63´).
- George Harrison - guitarra solista (Gretsch Tennessean).
- Ringo Starr - batería (Ludwig Super Classic).
- George Martin - piano (Steinway Vertegrand Upright Piano).

Personal por The Beatles Bible.